# Croker-Passage
Die Croker-Passage ist eine Meerenge im Palmer-Archipel vor der Westküste der Antarktischen Halbinsel. Sie liegt zwischen den Christiania-Inseln und Two Hummock Island im Osten und Hoseason Island sowie Liège Island im Westen. Sie stellt eine Zufahrt zum nördlichen Ende der Gerlache-Straße dar.
Die nördliche Einfahrt benannte der britische Seefahrer Henry Foster nach einer groben Kartierung als Croker Inlet in der falschen Annahme, es handelte sich um eine Bucht. Fosters Benennung wurde später auf den gesamten Seeweg übertragen. Namensgeber ist John Wilson Croker (1780–1857), damaliger Sekretär der britischen Admiralität.